# 俞永福
俞永福（1976年8月18日—）曾任职優視科技董事长、首席执行官，阿里巴巴集团大文娱董事长、大文娱及高德总裁。

## 生平
1976年出生于内蒙古，后随父母迁至天津，1999年毕业于南开大学国际商学院企业管理专业。
2001年加入联想投资（2012年2月已更名为君联资本）。2006年年底加入UCWEB公司，任董事长，首席执行官，全面负责公司的整体运营。
2014年优视科技以40亿美元作价换股并入阿里巴巴集团，先后出任阿里巴巴移动事业群总裁，高德集团总裁，阿里妈妈总裁，2015年11月成为阿里巴巴合伙人。现任阿里巴巴合伙人，阿里大文娱领导小组组长，分管阿里影业、优酷土豆、阿里音乐、阿里体育、阿里游戏、阿里文学等业务。
2017年11月15日下午消息，阿里巴巴集团首席执行官张勇宣布，俞永福将不再任职大文娱董事长和高德总裁，转任阿里巴巴投资工作小组组长。